# Julen Kaltzada Ugalde
Julen Kaltzada Ugalde (Busturia, 18 de juliol de 1935 - Busturia, 13 de novembre de 2017) va ser un sacerdot, professor i escriptor basc.
El seu pare, Doroteo Kaltzada Ispizua, era conseller de l'Ajuntament de Busturia pel Partit Nacionalista Basc quan va ser afusellat pels franquistes. L'any 1958 es va fer sacerdot i es va dedicar a fer activitats religioses a Iurreta. El 1960 va signar el manifest dels sacerdots antifranquistes i va participar en la vaga de fam que van dur a terme el maig de 1969. Per aquesta raó va ser detingut per les autoritats franquistes, sotmès a un consell de guerra i condemnat a dotze anys de presó. Potseriorment, el 1970, va ser jutjat al Procés de Burgos, juntament amb quinze persones més, acusat de donar suport al grup armat basc Euskadi Ta Askatasuna (ETA) i condemnat novament a dotze anys més de presó. El 1976 va ser alliberat de la presó de Zamora gràcies a una amnistia i els següents anys els va dedicar a la tasca d'alfabetització en llengua basca d'adults i a presidir l'entitat Alfabetatze eta Euskalduntze Koordinakundea (AEK). També va participar en la redacció d'articles per a diaris i revistes com Anaitasuna, Argia i Egin.

## Obres
- - Herriak eta Gizonak, assaig (1979)[4][5]
  - Umezurtzen aberria, assaig (Txalaparta, 2017)[6]